# Estrategia de Lisboa
La Estrategia de Lisboa, también conocida como Agenda de Lisboa o Proceso de Lisboa es un plan de desarrollo de la Unión Europea (UE). Fue aprobado por el Consejo Europeo en Lisboa el 23 y 24 de marzo de 2000.
El objetivo establecido por el Consejo Europeo fue convertir la economía de la UE en la más competitiva del mundo para el 2010, basándose en el conocimiento y el empleo. Un año más tarde la estrategia se amplió con una dimensión de desarrollo sostenible al añadirle el medio ambiente, uniendo de esta manera los aspectos económicos, sociales y medioambientales en un proceso único.
Entre abril y noviembre de 2003, Wim Kok encabezó una revisión del programa y presentó un informe sobre la estrategia de Lisboa estableciendo cómo se debía dar más ímpetu al proceso.

## Objetivos
El Consejo Europeo de Lisboa se marcó el objetivo estratégico de convertir la economía de la Unión en «la economía del conocimiento más competitiva y dinámica del mundo, antes del 2010, capaz de un crecimiento económico duradero acompañado por una mejora cuantitativa y cualitativa del empleo y una mayor cohesión social».
Según las conclusiones de la presidencia del Consejo europeo de Lisboa, la realización de este objetivo requiere una estrategia global:
- Preparar la transición hacia una sociedad y una economía fundadas sobre el conocimiento por medio de políticas que cubran mejor las necesidades de la sociedad de la información y de la investigación y desarrollo, así como acelerar las reformas estructurales para reforzar la competitividad y la innovación y por la conclusión del mercado interior;
- Modernizar el modelo social europeo invirtiendo en recursos humanos y luchando contra la exclusión social;
- Mantener sana la evolución de la economía y las perspectivas favorables de crecimiento progresivo de las políticas macroeconómicas.

## Dimensión ecológica
El Consejo Europeo de Gotemburgo del 15 y 16 de junio de 2001 añadió una dimensión ecológica a estos objetivos, particularmente subrayó el cambio de enfoque en materia de elaboración de las políticas. Se trata de «examinar de una manera coordinada las consecuencias económicas, sociales y ecológicas de todas las políticas y de tenerlo en cuenta en los procesos de decisión ».
Estas tres dimensiones constituyen lo que se llama el desarrollo sostenible.
Según los industriales, las dimensiones ambiental, sociales y económica introducidas en Gotemburgo presentan una complejidad cierta en las reglas de gobierno, tanto públicas como particulares.

## Puesta en marcha
A medio trayecto del programa, en la Comisión Europea se percibe las tímidas reformas de los Estados miembro de la Unión Europea. El 21 de enero de 2004, se fijan prioridades que reforzar en la agenda de Lisboa apoyadas por la comisión, presidida por José Manuel Barroso:
- Mejorar la inversión en redes y en conocimiento,
- Reforzar la competitividad de la industria y de los servicios,
- Promover la prolongación de la vida activa.

Sin embargo los estudios sobre innovación en la Unión muestran un retraso de la Unión Europea con respecto a Estados Unidos y Japón. 
Un estudio de Teradata en 2006 sobre la informática decisoria muestra también que Europa está atrasada en este tema comparado con Estados Unidos y Asia, particularmente sobre la importancia que hay que conceder a los documentos no estructurados.
El organismo europeo encargado de seguir el adelanto de la innovación en las tecnologías de la información y de la comunicación es el consorcio ERCIM. ERCIM es huésped europeo del W3C. INRIA también es miembro de este consorcio.